# Emil von Bernuth
Emil August von Bernuth (geboren 14. Juli 1797 in Kleve; gestorben 19. April 1882 in Piotrkowice bei Czempiń) war ein preußischer Landrat.

## Leben
Der Protestant Emil von Bernuth war ein Sohn des Rats bei der Kriegs- und Domänenkammer in Kleve, Friedrich von Bernuth und dessen Ehefrau Sophia Charlotte von Bernuth, geborene Hopmann. Am 16. Juli 1824 heiratete er in Arnsberg Luisa Dorothea Emilia von Porbeck (geboren 19. Januar 1799 in Burgsteinfurt; gestorben 11. Dezember 1881 in Piotrkowice), Tochter des kurfürstlich hessischen Geheimen Regierungsrates und Regierungsvizepräsidenten Georg von Porbeck und dessen Ehefrau Elisabeth von Porbeck, geborene von Zenk. Aus der Ehe von Bernuth – von Porbeck gingen elf Kinder hervor. Emils älterer Bruder Friedrich war von 1818 bis 1859 Landrat des Kreises Rees. 
Nach dem Besuch des Gymnasiums nahm Emil von Bernuth ein Studium der Rechtswissenschaften an der Universität in Göttingen auf (Immatrikulation 21. Oktober 1816). Nach dem dortigen Abschluss trat er in den Dienst der Preußischen Verwaltung, wo er zunächst als Regierungsreferendar (23. März 1820) bei der Königlich Preußischen Regierung in Arnsberg Beschäftigung fand. Mit Allgemeiner Kabinettsorder vom 22. Dezember 1824 erhielt Emil von Bernuth zum 1. Januar 1825 seine Ernennung zum Landrat des Kreis Lennep. In dieser Stellung verblieb er bis zu seiner Pensionierung zum 1. Juli 1866 mit Dimissoriale vom 28. April 1866. Bis zur Wiederbesetzung der Stelle übernahm der Kreisdeputierte Gustav Petersen vertretungsweise die Leitung der Verwaltung des Kreises.
Nicht selten kam es zu ehelichen Verbindungen der Kinder von höheren Beamten zu Mitgliedern der „tonangebenden Familien“ der örtlichen Wirtschaft. In einem Bericht vom 1. Juni 1865 über von Bernuths Amtsführung wurde dabei zwar Entsprechendes zu dessen Familie betont, doch zugleich bemerkt, dass es hieraus nicht zu „freundschaftlichen Verkehr“ gekommen sei. Emil von Bernuth war bei seinem Abschied aus der Stellung als Landrat fast 70-jährig, ein freiwilliger Abschied zum rechten Zeitpunkt gelang den Amtsträgern nicht immer, häufig bedurfte es des Drucks von oben. So erfolgte von Bernuths Abschied „nachdem der Innenminister es für wünschenswert und notwendig erachtet haben, daß die Verwaltung des Kreises Lennep einem Beamten in voller Manneskraft übertragen werde.“